# Hans Berglund
Pour les articles homonymes, voir Berglund.
Hans Berglund, né le 24 février 1918 à Stockholm et mort le 17 septembre 2006 dans la même ville, est un kayakiste suédois.

## Palmarès

### Jeux olympiques
- Londres 1948 :
  -  Médaille d'or en K-2 1 000 m avec Lennart Klingström.

### Championnats du monde
- Londres 1948 :
  -  Médaille d'or en K-4 1 000 m avec Lennart Klingström, Gunnar Akerlund et Hans Wetterström.
- Vaxholm 1938 :
  -  Médaille d'argent en K-2 1 000 m avec Kurt Bodo.